# NGC 2678
NGC 2678 је расејано звездано јато у сазвежђу Рак које се налази на NGC листи објеката дубоког неба.
Деклинација објекта је + 11° 20' 19" а ректасцензија 8h 50m 2,7s. Привидна величина (магнитуда) објекта NGC 2678 износи 14,6.